# Рагби 15 репрезентација Србије
Рагби репрезентација Србије је рагби јунион тим који представља Србију у овом екипном спорту.

## Кратка историја рагбија у Србији
Занимљив је податак да рагби у Србији има дужу традицију од кошарке, рукомета и одбојке. У Србију одбојка је стигла 1924. За кошаркашке почетке у Србији, узима се 1923. а до 1948. године рукомет је био скоро непознат спорт у Србији. Са друге стране први рагби клуб Бели Орао  основан је у Шапцу још 1919. а оснивање је иницирао Маринко Ђорђевић, Србин који се током боравка у Француској упознао са рагбијем. Први писани траг о Србима који су играли рагби досеже до Првог светског рата. 11. априла 1918. године у Единбургу пред 10.000 гледалаца српски рагбисти су одиграли прву међународну утакмицу под именом Србија против селекције Британских доминиона.

## Рагби у Србији данас
Иако и у Европи и свету један од најпопуларнијих колективних спортова, рагби у Србији је, према класификацији олимпијског комитета Србије у четвртој категорији спортова са спортовима као што су потезање конопца, бриџ, самбо... Иако се игра преко 90 година, рагби у Србији је и даље маргиналан спорт на ниским гранама. Финале државног првенства игра се пред свега педесетак гледалаца, данас постоји само десетак активних рагби клубова у Србији, а талентовани српски рагбисти одлазе у иностранство. Обичном човеку у Србији рагби је тотална непознаница и он га често меша са спортом који има потпуно другачија правила, а који се зове Амерички фудбал. С обзиром да су Срби и уопште Југословени међу највишим људима на свету и да су Срби традиционално храбар и ратнички народ ( дакле Срби су генетски предиспонирани као и Грузијци за рагби ), штета је што држава и приватни спонзори одбијају да улажу новац у српски рагби јер би се уз њихову подршку могли постићи врхунски резултати у овом олипмијском спорту. Узроке што рагби у Србији никада није заживео, можда треба тражити у томе што је рагби аристократски спорт, а у Србији је висок проценат необразованог и сиромашног становништва. Други разлог је тај, што је рагби углавном популаран у земљама које су биле под француском или британском сфером утицаја, а Србија није једна од њих.

## Орлови
Рагби јунион репрезентација Србије такмичи се у дивизији 2Ц Куп европских нација. Српски рагбисти су познати по надимку "Орлови", а селектор је Мишел Миловић. Химна Србије је Боже правде. Капитен репрезентације је Борис Мартић рагбиста Црвене звезде, најбољи поентер у историји је отварач Рада Марко Капор са 177 поена, а рекордер по броју наступа за национални тим је Милан Растовац са 45 одиграних утакмица.

## Учинак српске рагби репрезентације
Најтежи пораз Србија је доживела од Немачке, а најубедљивију победу Србија је остварила над Словенијом. Тренутно је наша репрезентација далеко од светског врха, али ако би се уложио новац и ако би се поправила инфраструктура, несумњиво је да би Србија била једна од највећих европских сила у рагбију. Ако смо добри у рукомету, кошарци, ватерполу и одбојци, зашто се не бисмо побољшали и у још једном, глобално популарном, олимпијском, екипном спорту? Потребна је професионализација рагбија 15, као и рагбија 13 у Србији.
| Противник           | Одиграно тест мечева | Победа Србије | Нерешено | Пораз Србије |
| ------------------- | -------------------- | ------------- | -------- | ------------ |
| Андора              | 9                    | 3             | 0        | 6            |
| Аустрија            | 5                    | 5             | 0        | 0            |
| Белгија             | 2                    | 0             | 0        | 2            |
| Босна и Херцеговина | 2                    | 0             | 0        | 2            |
| Бугарска            | 4                    | 4             | 0        | 0            |
| Мађарска            | 3                    | 2             | 0        | 1            |
| Израел              | 5                    | 3             | 0        | 2            |
| Литванија           | 3                    | 1             | 0        | 2            |
| Молдавија           | 4                    | 1             | 1        | 2            |
| Словенија           | 6                    | 2             | 0        | 4            |
| Швајцарска          | 10                   | 5             | 1        | 4            |
| Тунис               | 1                    | 0             | 0        | 1            |
| Украјина            | 1                    | 0             | 0        | 1            |
| Летонија            | 3                    | 1             | 0        | 2            |
| Малта               | 3                    | 1             | 0        | 2            |
| Пољска              | 1                    | 0             | 0        | 1            |
| Хрватска            | 1                    | 0             | 0        | 1            |
| Немачка             | 1                    | 0             | 0        | 1            |
| Данска              | 6                    | 3             | 1        | 2            |
| Шведска             | 2                    | 0             | 0        | 2            |
| Јерменија           | 6                    | 3             | 0        | 3            |
| Луксембург          | 2                    | 0             | 0        | 2            |